# Ophiacantha pyriformis
Ophiacantha pyriformis är en ormstjärneart som beskrevs av Rudolf Christian Ziesenhenne 1937. Ophiacantha pyriformis ingår i släktet Ophiacantha och familjen knotterormstjärnor. Inga underarter finns listade i Catalogue of Life.